# Triodos Bank
Triodos Bank es una entidad de crédito ética fundada en Países Bajos en 1980. En la actualidad Triodos Bank está presente también en Bélgica, Reino Unido, España y Alemania. Además, opera en otros lugares de Europa, América Latina, Asia y África. Triodos Bank forma parte de la Alianza Global por una Banca con Valores, que agrupa a 25 entidades de banca ética a nivel internacional.

## Banca ética
Triodos Bank se presenta a favor de un cambio positivo en la sociedad. Para ello, afirman financiar empresas y entidades tanto rentables en lo económico como positivas para el medio ambiente, la sociedad o la cultura, siguiendo la idea del triple resultado. Destacan iniciativas en sectores como las energías renovables, la tecnología ambiental, la agricultura ecológica, la bioconstrucción, el turismo sostenible, comercio justo y los microcréditos.

## Historia
En 1968, cuatro profesionales crean un grupo de estudio y debate centrado en encontrar una forma de utilizar el dinero como un instrumento de transformación social, puesto que consideraban que otras entidades financieras no dedicaban sus beneficios a causas justas. El grupo fue fundado por: Adriaan Deking Dura (economista), Dieter Brüll (catedrático de derecho fiscal), Lex Bos (asesor de organización) y Rudolf Mees (banquero). 
3 años más tarde crearon la Fundación Triodos, dedicada a captar fondos de donantes privados para invertirlos en actividades con fines sociales, medioambientales y culturales. En 1980 la fundación dio lugar a Triodos Bank, en la pequeña ciudad holandesa de Zeist.[cita requerida]

## Resultados económicos
Triodos Bank ha tenido un crecimiento estable durante los últimos años
|                                             | 2004  | 2005  | 2006  | 2007  | 2008  | 2009  | 2010  | 2011  | 2012  | 2013  | 2014   | 2015   | 2016   | 2017   | 2018   |
| ------------------------------------------- | ----- | ----- | ----- | ----- | ----- | ----- | ----- | ----- | ----- | ----- | ------ | ------ | ------ | ------ | ------ |
| Patrimonio total gestionado (millones de €) | 1.823 | 2.302 | 2.821 | 3.314 | 3.741 | 4.861 | 5.617 | 6.786 | 8.000 | 9.647 | 10.632 | 12.298 | 13.454 | 14.506 | 15.543 |
| Beneficio Neto (millones de €)              | 3,6   | 5,3   | 6,1   | 9,0   | 10,1  | 9,5   | 11,5  | 17,3  | 22,6  | 25,7  | 30,1   | 40,7   | 29.2   | 37.4   | 38.6   |
| Número de empleados                         | 264   | 301   | 349   | 397   | 477   | 576   | 636   | 720   | 788   | 911   | 1.017  | 1.121  | 1.271  | 1.377  | 1.427  |

Triodos Bank ha alcanzado los 530.000 clientes en Europa, de ellos 177.000 en España, y mantiene su crecimiento, según sus resultados de 2014.

### Polémica por un producto financiero complejo
Triodos Bank ofertó a sus clientes Certificados de Depósito de Acciones (CDA) que son una participación en el capital de una compañía en los que el propietario tiene los derechos económicos pero no le da derecho a intervenir en las juntas y votar en ellas. Con ellos Triodos lleva financiando una parte de su actividad desde hace 40 años y  comenzó a comercializar en España en 2004; es un producto financiero complejo que en ocasiones ha dado jugosos dividendos pero cuyo valor se ha desplomado un 30% y atrapa a miles de inversores que comienzan a llevar sus casos al juzgado.
Inicialmente, Triodos ofrece una recompra de los CDAs a aquellos inversores con situaciones personales comprometidas, con un tope de 14 millones de euros para toda Europa. El 1 de agosto de 2022 emite una nota de prensa por la que afirma que dicha recompra no es posible a nivel europeo, por lo que se anula, se reparte un dividendo de 1€ por CDA y se sigue adelante con la creación de un mercado interno de compraventa que se pretende sea efectivo en 2023, cuando los CDAs se asemejarán a acciones en un mercado libre.

## Reconocimientos

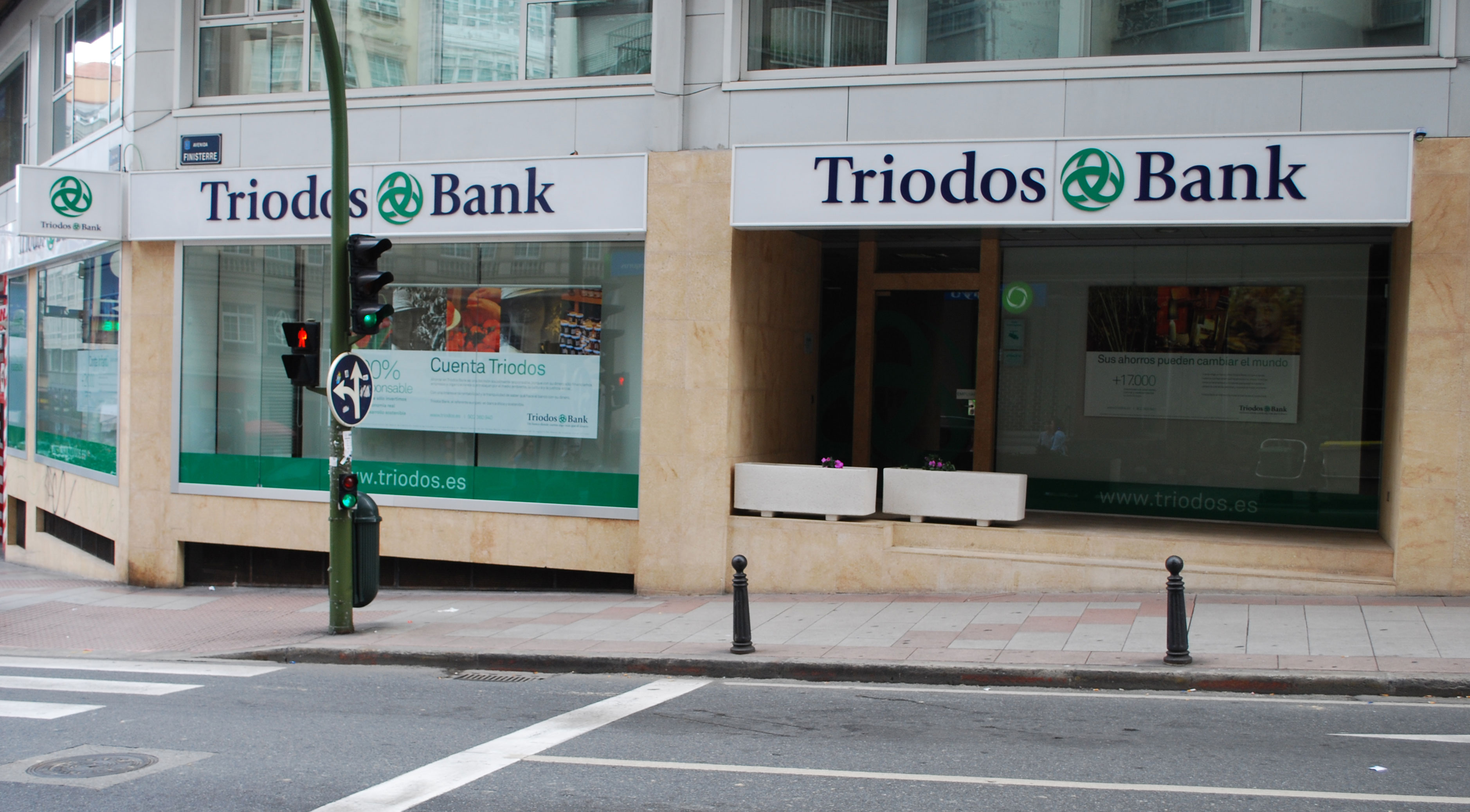
Oficina Triodos Bank La Coruña

- Año 2012. Premio Empresa social y medioambientalmente responsable otorgado por la plataforma Madera Justa.
- Año 2011. Premio "100 mejores ideas del año" que entrega la revista Actualidad Económica en la categoría de finanzas por su herramienta en línea "Historias de una Banca Transparente" que permite ubicar en un mapa interactivo todas las iniciativas que han contado con financiación del banco y conocer las historias que hay detrás de la mano de sus protagonistas.[18]
- Año 2010. Premio FSC International Partner Awards[19]
- Año 2010. Premios Verdes para el Fomento de la Alimentación Inteligente de la Fundación José Navarro[20]
- Año 2010 Premio de la Asociación para la Defensa de la Naturaleza y los Recursos de Extremadura (ADENEX) del 2009[21]
- Año 2010. Premio de la Confederación Nacional de Centros Especiales de Empleo.[22]
- Año 2010. Premio CANF de Oro en la categoría de empresas de CANF-COCEMFE Andalucía.[23]
- Año 2009. Premio Financial Times al Banco Sostenible del año 2009[24]
- Año 2009. Premio de la Asociación de Usuarios de Bancos, Cajas y Seguros (ADICAE) del 2008.

## Red de oficinas en España
En España, Triodos Bank cuenta con oficinas en: Barcelona, Madrid, Sevilla, Granada, Málaga, Valladolid, Valencia, Zaragoza, Bilbao, La Coruña, Palma de Mallorca, Las Palmas de Gran Canaria, Santa Cruz de Tenerife, Murcia, Oviedo, Pamplona, Gerona, Albacete, Badajoz y Las Rozas de Madrid.
Las sucursales españolas de bancos extranjeros están adheridas al Fondo de Garantía de Depósitos del país de origen de su matriz y no al español. No obstante, la cantidad garantizada, en el caso de Triodos Bank, es la misma 100.000 euros (Países Bajos..